# Jüdische Gemeinde Ketsch
Die Jüdische Gemeinde in Ketsch, einer Gemeinde im Rhein-Neckar-Kreis in Baden-Württemberg, entstand im 18. Jahrhundert und existierte bis Mitte der 1930er Jahre.

## Geschichte
Im Jahr 1727 werden erstmals Juden im Ort genannt. Die höchste Zahl jüdischer Einwohner gab es um 1853 mit 44 Personen. Zur jüdischen Gemeinde in Ketsch gehörten auch die im benachbarten Brühl lebenden jüdischen Einwohner (1900 fünf, 1910 sechs, 1925 vier, 1933 sechs).    
Die jüdische Gemeinde in Ketsch besaß einen Betsaal und vermutlich auch einen Raum für den Religionsunterricht der Kinder. Vermutlich hat immer der Lehrer der jüdischen Gemeinde in Schwetzingen die jüdischen Kinder in Ketsch mitbetreut. Die Toten der Gemeinde wurden auf dem jüdischen Friedhof in Wiesloch beigesetzt. 1827 wurde die jüdische Gemeinde Ketsch dem Bezirksrabbinat Heidelberg zugeteilt.
Ein jüdischer Einwohner war nach 1900 Mitglied des Bürgerausschusses, ein anderer war 1908 Mitbegründer der Freiwilligen Feuerwehr. Mehrere jüdische Einwohner waren Mitglieder der örtlichen Vereine. 

## Nationalsozialistische Verfolgung
Auf Grund der Folgen des wirtschaftlichen Boykotts und der Repressalien sind mehrere jüdische Einwohner von Ketsch nach 1933 ausgewandert bzw. in andere Orte verzogen. Von den 1933 in Ketsch lebenden jüdischen Einwohnern wurden fünf im Rahmen der sogenannten Wagner-Bürckel-Aktion im Oktober 1940 (von anderen Orten aus) in das Lager Gurs in Südfrankreich verschleppt.
Das Gedenkbuch des Bundesarchivs verzeichnet 13 in Ketsch geborene jüdische Bürger, die dem Völkermord des nationalsozialistischen Regimes zum Opfer fielen.

## Gemeindeentwicklung
| Jahr    | Gemeindemitglieder              |
| ------- | ------------------------------- |
| 1825    | 24 Personen 3,6 % der Einwohner |
| um 1853 | 44 Personen                     |
| 1871    | 39 Personen                     |
| 1875    | 20 Personen 1,3 % der Einwohner |
| 1900    | 27 Personen 1,1 % der Einwohner |
| 1910    | 26 Personen 0,9 % der Einwohner |
| um 1924 | 16 Personen 0,4 % der Einwohner |
| 1933    | 13 Personen                     |